# Rellotges de sol de Gelida
Els rellotges de sol de Gelida són obres de Gelida (Alt Penedès) protegits com a bé cultural d'interès local.

## Descripció
RELLOTGES DE SOL
Casal Font. Afores
Cal Noi del Molí. Afores
Ca l'Altimires. Plaça del Pi.
Can Farigola. Afores
L'Hostal. Les Cases Noves. Afores
Cal Mauri-Torres. Els Tarongers. Afores
Can Llopard de Dalt 1. Afores. Barri del Puig.
Can Llopard de Dalt 2. Afores. Barri del Puig.
Cal Guenyo. Afores. Barri del Puig.
Casa Rius-Font. Poble
Can Dejú. Poble
Casa de Miquel Carafí. Les Cases Noves.
Cal Piula (molí fariner). Les Cases Noves.
Ca l'Esteve del Puig. Barri del Puig.
Can Duran del Puig. Barri del Puig.
Cal Font del Puig. Barri del Puig.
Ca l'Emili (o cal Xim). Barri de cal Parenostres.
Cal Ton Jepet. Barri de la Valenciana.
Can Julià 1. Afores
Can Julià 2. Afores
Can Martí de Dalt o la Torrevella. Afores
Can Pasqual. Afores
Ca n'oller de la Muntanya. Afores
Torre de l'Albet. Sant Salvador de la Calçada
Can Migrat. Afores
Can Miquel de les Planes. Afores
Can Perejoanet. Afores
El Racó. Afores
La Talaia, masoveria. Afores
Can Toni Oller. Afores
Can Torres. Afores
Can Ginebreda. Afores
Cal Banyes. Afores
Cal Piula (molí fariner) 2. Les Cases Noves.
Can Torrents de les Oliveres. Afores.
Can Guarro. Fàbrica de paper.
Cal Terra. Poble
Cal Fèlix. Poble
La Torre de Lloselles. Afores
Cal Ton del Carme. Poble
Cal Gep del Negre. Desaparegut.
Can Rossell de la Muntanya 1. Afores.
Can Rossell de la Muntanya 2. Afores.
Cal Camprodon. Afores
Cal Xic Llonguet del carrer del Pi. Poble